# Medaglia per le opere nella cultura e nell'arte
La medaglia per le opere nella cultura e nell'arte è un premio statale della Federazione Russa.

## Storia
La medaglia è stata istituita con il Decreto del Presidente della Federazione Russa n. 460 del 9 agosto 2021.

## Assegnazione
La medaglia viene assegnata ad artisti, architetti, coreografi, designer, annunciatori radiofonici, televisivi e di altri media, direttori d'orchestra, drammaturghi, giornalisti, storici dell'arte, compositori, interpreti musicali, scrittori, poeti, operatori di laboratori creativi, direttori, restauratori, maestri di coro, artisti, operatori altamente professionali di organizzazioni culturali e artistiche, nonché membri di gruppi amatoriali, persone che abbiano partecipano alle attività di organizzazioni culturali e artistiche su base volontaria e altri operatori culturali e artistici per premiare:
- la valorizzazione del ruolo della cultura e dell'arte nazionale nella vita della società; la realizzazione di attività per il ravvicinamento e il reciproco arricchimento delle culture delle nazioni e delle nazionalità; il rafforzamento dei legami culturali internazionali;
- meriti nell'educazione patriottica dei cittadini della Federazione Russa e nella preservazione dei tradizionali valori spirituali e morali dei popoli della Federazione Russa;
- meriti nella creazione e promozione dei progetti più significativi nel campo della cultura e dell'arte;
- meriti nello sviluppo delle industrie creative nella Federazione Russa;
- meriti nelle attività di beneficenza.

La medaglia può essere assegnata ai cittadini stranieri per premiare un contributo significativo alla promozione dell'immagine internazionale della Federazione Russa come paese con la cultura moderna tradizionale più ricca e dinamica in via di sviluppo e i contribuiti all'uso del potenziale culturale della Federazione Russa nell'interesse della cooperazione internazionale multilaterale.
La medaglia per le opere nella cultura e nell'arte è indossata sul lato sinistro del petto e, se ci sono altre medaglie della Federazione Russa, viene posta dopo la medaglia di Luca di Crimea.
Quando viene indossato sull'uniforme, la barretta è posta dopo quella della medaglia di Luca di Crimea.

## Insegne
- La medaglia è d'argento dorato e ha la forma di un cerchio con un diametro di 32 mm con bordo convesso su entrambi i lati. Sul dritto della medaglia vi è l'immagine di una croce equilatera diritta con estremità a forma di coda di rondine. Tra le estremità della croce vi sono delle code di rondine di lunghezza minore. Al centro della croce vi è un medaglione rotondo raffigurante l'emblema di Stato della Federazione Russa. Tutte le immagini e le iscrizioni sulla medaglia sono in rilievo. Sul rovescio della medaglia a destra, lungo la circonferenza, vi è l'immagine di un ramo di palma. Sulla sinistra è presente la scritta "ЗА ТРУДЫ В КУЛЬТУРЕ И ИСКУССТВЕ" (in italiano: PER IL LAVORO NELLA CULTURA E NELL'ARTE) e sotto il numero di serie della medaglia.
- La medaglia è collegata con un blocco pentagonale tramite un occhiello e un anello. Il blocco è ricoperto da un nastro di seta moiré. Al centro del nastro vi è una striscia blu, incorniciata su entrambi i lati da strisce gialle. Il nastro è largo 24 mm, la striscia blu 4 mm e quelle gialle 1 mm.